# Alberto Riva
Alberto Riva (Casnate con Bernate, 17 maggio 1848 – Milano, 10 maggio 1924) è stato un ingegnere e imprenditore italiano.
Ha fondato l'azienda di importazione e commercio di macchinari industriali Riva Calzoni, cui si assocerà l'ingegnere Ugo Monneret de Villard iniziando l'attività di progettazione di macchine idrauliche.

## Biografia
Le discrete condizioni economiche della famiglia, maturate, come molte nella Lombardia del tempo, all'“ombra del gelso” (nella lavorazione della seta), permettono al giovane Riva di seguire un regolare corso di studi. Nel 1865 si iscrive alla facoltà di Scienze fisiche e matematiche dell'Università di Pavia e accede poi ai corsi del Regio Istituto Tecnico Superiore di Milano (poi Politecnico). L'anno seguente, con altri compagni di corso, tra i quali Giovanni Battista Pirelli e il loro professore Giuseppe Colombo, abbandona momentaneamente gli studi per partecipare alla guerra contro l'Austria come volontario al seguito di Garibaldi, che segue anche nella successiva sfortunata campagna conclusasi a Mentana.
Rientrato a Milano, decide di completare gli studi iscrivendosi al corso di ingegneria industriale del Politecnico, dove ha modo di stringere amicizia con alcuni dei futuri protagonisti dell'imprenditoria milanese. 

### Apprendistato
Nel 1870, dopo la laurea, parte per un viaggio all'estero alla ricerca di esperienze e contatti, prima di decidere quale attività intraprendere. I mesi trascorsi all'estero (dei quali resta testimonianza in un fascio di lettere scambiate con l'amico Pirelli, a sua volta impegnato in un'analoga esperienza), gli danno modo di fare una breve esperienza di lavoro presso la Honegger di Rüti, nel cantone svizzero di Glarona, un'importante fabbrica di macchine per la tessitura. Partito con l'idea di fare un breve tirocinio propedeutico all'avvio di un'attività di tessitura meccanica di articoli di seta nella natia Como, Riva protrae di mese in mese il suo inquieto vagabondare per i distretti industriali del centro Europa, sedotto dal fascino dalla vita bohémien non meno che desideroso di ampliare le proprie competenze tecniche.
Reduce da questo viaggio di “esplorazione commerciale”, nel 1872 apre a Milano uno studio di ingegneria e di “commercio di commissione in macchine”. Punto di forza della ditta è la rappresentanza, in esclusiva per l'Italia, di alcune importanti case estere come Marshall & Sons di Gainsborough, che produce macchine per la trebbiatura a vapore, e Socin & Wick di Basilea, rinomata soprattutto per le turbine e altri congegni meccanici.
Attraverso una serie di successivi riassetti societari, nel giro di una decina di anni Riva riesce a rendersi autonomo dai soci e ad affermarsi come uno dei più intraprendenti operatori del settore.

### Da importatore a costruttore
Nel 1883 entra infine in contatto con i fratelli Carlo ed Edoardo Amman, industriali cotonieri e banchieri privati di primissimo rango, che gli assicurano appoggio finanziario ed entrature nel mondo industriale. Sei anni più tardi, Riva, nel frattempo associatosi con l'ingegnere Ugo Monneret de Villard, a cui viene delegata la conduzione tecnica delle rappresentanze industriali, ha l'occasione di dare una svolta ai propri affari integrando la sua precedente attività di importatore di macchine e progettista di impianti industriali con quella di costruttore. Nel 1889 rileva così un modesto opificio meccanico in liquidazione, la Galimberti e C., che aveva da poco avviato la produzione di turbine idrauliche.
Grazie ai capitali accumulati soprattutto con il commercio di macchine agrarie e al sostegno degli Amman, crea una nuova realtà industriale e ne affida la direzione tecnica a Monneret, che lo affiancherà nella gerenza. Nel giro di pochi anni, anche a causa della grave crisi attraversata nell'ultimo scorcio del secolo dall'agricoltura italiana, la Riva comincia a mutare pelle. Alla flessione del volume di affari della sezione agricolo-commerciale fa da contrappunto lo sviluppo della produzione di turbine idrauliche, una specialità che consente all'azienda di realizzare «degli utili che nell'industria meccanica sono forse senza esempio».
Frutto della felice combinazione fra le doti imprenditoriali e organizzative di Riva e il dischiudersi di inattese prospettive di mercato per l'impiego di turbine nel campo delle costruzioni di centrali idroelettriche, a partire dalla metà degli anni novanta la crescita della società è intensa, scandita da successivi aumenti di capitale per tenere dietro agli sviluppi degli impianti e degli affari.

### Ingresso nel settore delle turbine elettriche
Nel 1895 la Riva viene scelta dalla Siemens & Halske di Berlino per la fornitura delle turbine per l'impianto delle centrali elettriche di Castellamonte e Bussoleno. Si tratta di una sfida tecnica ardua per un'impresa di dimensioni ancora modeste come la Riva: occorre infatti mettere in produzione dieci turbine simultaneamente, sei delle quali della potenza di 750 HP ciascuna. La Riva supera a fatica lo scotto dell'inesperienza e l'insufficiente dotazione tecnica e manageriale, tuttavia la scommessa è vinta e la scelta di puntare sulla produzione di turbine per grandi impianti si rivela determinante per l'affermazione dell'azienda.
Sulla scia della fornitura alla Siemens, e grazie all'appoggio di Giuseppe Colombo e alle buone relazioni coltivate da Riva nell'ambiente, un anno più tardi l'impresa riesce ad aggiudicarsi la fornitura di quattro turbine di 2.160 hp ciascuna per la centrale della Edison di Paderno d'Adda, la più grande in Europa. Nessuno in Italia ha mai costruito turbine di quelle dimensioni. Come avrebbe ricordato l'imprenditore nel 1922, in occasione delle celebrazioni dei suoi cinquant'anni di lavoro, quello «fu l'inizio della nostra fortuna». Da quel momento, infatti, tutti i maggiori impianti idroelettrici del Paese utilizzano macchinario prodotto nelle officine Riva. Un successo confermato anche dalle prime ordinazioni dall'estero, come la commessa di due turbine Francis di 3.000 hp per l'impianto sulle cascate del Niagara della Cataract Power di Hamilton. Un'affermazione di grande rilevanza anche in termini di immagine, perché mostra che l'Italia è in grado di esportare, oltre a migliaia di emigranti, macchinari in un settore allora alla frontiera tecnologica come quello delle costruzioni elettriche.

### Successione di Ucelli
Nel 1914, al culmine di un decennio di ininterrotta crescita, e dopo il ritiro a vita privata del co-gerente Monneret, Riva decide di dare alla sua impresa un più stabile assetto. Senza snaturare l'originario carattere di impresa famigliare, la Riva si trasforma così in Società anonima costruzioni meccaniche Riva, a cui però partecipano esclusivamente i 42 soci della vecchia accomandita, lasciando al momento irrisolto il nodo della sottocapitalizzazione dell'impresa. Di lì a poco Riva, ormai vicino ai settant'anni e senza eredi maschi, comincia a pensare alla successione, trovando un degno continuatore nell'ingegner Guido Ucelli, entrato alla Riva dopo la laurea, nel 1909, e assurto nel giro di qualche anno alla guida dell'azienda, acquisendone nel 1915 un'importante partecipazione. Riva può così ridurre progressivamente il suo impegno diretto, pur continuando a sovrintendere all'amministrazione della società.
Universalmente stimato per la sua competenza amministrativa e finanziaria, nel corso della sua vita ha fatto parte del Consiglio di amministrazione di numerose società e istituti bancari, dalla Miani e Silvestri al Credito Italiano, dalla Società del linoleum alla Banca d'Italia, del cui Consiglio di reggenza era ascoltato membro. In parallelo all'affermazione economica troviamo il suo nome in molte associazioni e sodalizi cittadini. Esponente del Circolo degli interessi industriali, un'associazione elettorale fondata nel 1886, che vedeva la presenza di una nutrita e qualificata rappresentanza del ceto imprenditoriale milanese, consigliere della locale Camera di commercio dal 1887 al 1890, consigliere comunale dal 1905 al 1907, Cavaliere del lavoro (1909) e Commendatore della corona (1914), Riva era stato anche tra i fondatori della sezione milanese del Club alpino italiano e successivamente del Touring Club (vicepresidente dal 1895 al 1906). Muore a Milano nella primavera del 1924.

## Archivio
La documentazione che testimonia l'attività imprenditoriale di Alberto Riva è conservata presso l'Istituto milanese per la storia dell'eta contemporanea della Resistenza e del movimento operaio - ISMEC, nel fondo Riva & Calzoni - archivio storico.